# Felix Victor Birch-Hirschfeld
Felix Victor Birch-Hirschfeld (Rendsburg, 2 maggio 1842 – Lipsia, 19 novembre 1899) è stato un patologo tedesco.

## Biografia
Fratello del filologo Adolf Birch-Hirschfeld, nel 1867 conseguì il dottorato in medicina presso l'Università di Lipsia, dove studiò con Carl Reinhold August Wunderlich (1815-1877) e Ernst Leberecht Wagner (1828-1888). Nel 1870 divenne prosettore presso l'ospedale della città di Dresda, e nel 1885 tornò a Lipsia, dove ha succeduto Julius Cohnheim (1839-1884), come presidente di anatomia patologica. Uno dei suoi assistenti più noti era il patologo Christian Georg Schmorl (1861-1932).
Birch-Hirschfeld fece importanti contributi in diversi aspetti della medicina patologica. Conosciuto soprattutto per il suo lavoro nel campo della batteriologia, per quanto riguarda le malattie infettive come la tubercolosi. Nel 1898 descrisse la natura unitaria del nefroblastoma.

## Eponimi
- "Birch-Hirschfeld macchia": una macchia che è stata usata in passato per dimostrare l'amiloide, una miscela viola, marrone e cristallo di Bismarck.[2]

## Pubblicazioni principali
- Lehrbuch der Pathologischen Anatomie, Lipsia, 1877
- Die Entstehung der Gelbsucht neugeborener Kinder, ; Virchow's Archiv für pathologische Anatomie und Physiologie und für klinische Medizin, Berlin, LXXXVII.
- The Skrophulose, In: Hugo Wilhelm von Ziemssen's "Handbuch der speciellen Pathologie und Therapie". Volume XIII; seconda edizione
- Grundriss der Allgemeinen Pathologie, Lipsia, 1892
- Über die Krankheiten der Leber und Milz. In: Carl Jakob Adolf Christian Gerhardt's "Handbuch der Kinderkrankheiten". Volume IV, Tubinga, H. Laupp, (1877–1893).[3]